# Feynmanov graf
Feynmanov graf je v teoriji grafov graf primeren za Feynmanov diagram v posebnih primerih pri uporabi v kvantni teoriji polja.
Najpreprostejši primer je, kadar ima vsako polje lastne kvante, na primer kot je kvant elektromagnetnega polja foton.
Feynmanov graf je končni, delno usmerjeni barvni psevdograf, ki zadovoljuje določenim pogojem. »Psevdograf« pomeni, da ima lahko zanke ali večkratne povezave, »delno usmerjen« v splošnem pomeni, da so nekatere povezave usmerjene, nekatere pa ne. Vsaka povezava predstavlja odsek svetovnice delca. V takšnem grafu sta lahko dve vrsti točk: zunanje točke predstavljajo posamezni delec, ki vstopa ali izstopa iz reakcije, in je njihova stopnja zato enaka 1. Barva točke ali zunanje točke bodo predstavljale vrsto delca. Notranje točke predstavljajo interakcije, ki zajemajo več kot en delec, ter je tako njihova stopnja več kot ena. Barva zunanje točke bo predstavljala vrsto interakcije. 